# Jan Kasprowicz
Œuvres principales
- Poezje (1889)
- Chrystus (1890)
- Z chłopskiego zagonu (1891)
- Anima lachrymans i inne nowe poezje (1894)
- Miłość (L’Amour) (1895)
- Krzak dzikiej róży (1898)
- Ginecemu wiatu (1901)
- Salve Regina (1902)
- Ballada o słoneczniku (1908)
- Chwile (Moments) (1911)
- Ksiega ubogich (1916)
- Hymny (1921)

Jan Kasprowicz, né le 12 décembre 1860 à Szymborze près d'Inowrocław et mort le 1er août 1926  à Poronin, est un poète, dramaturge, critique et traducteur polonais parmi les plus représentatifs du mouvement littéraire de la Jeune Pologne. Il est considéré comme l'un des plus grands poètes de l'histoire de la littérature polonaise.

## Biographie
Jan Kasprowicz naquit dans une famille très modeste à Szymborze en Coujavie alors occupée par la Prusse. Il était l'aîné de quatorze enfants d'un couple d'ouvriers agricoles. Son père était illettré. À partir de 1870, il fréquenta des lycées prussiens à Inowrocław, Poznań, Opole, Racibórz, et à chaque fois il fut obligé de changer d'établissement à la suite des conflits avec des autorités prussiennes, qui voyaient d'un mauvais œil sa participation aux cercles patriotiques polonais. Pour cette raison, il n'obtint son baccalauréat qu'à l'âge de vingt-quatre ans.
Il étudia ensuite la philosophie dans les universités allemandes de Leipzig et Breslau. Durant ses études, il commença à publier des articles dans diverses publications polonaises.
Son premier mariage en 1886 avec Teodozja Szymańska, de huit ans son aînée, ne dura que quelques mois. Après le divorce, l'épouse abandonnée se suicida. La même année, Kasprowicz fut arrêté et détenu par la police prussienne durant six mois pour ces engagements dans des cercles socialistes. Sorti de prison à l'âge de 28 ans, Kasprowicz partit vivre à Lwów (en Galicie autrichienne, dans l'actuelle Ukraine), où il passa 35 années. C'est là qu'il débuta en 1889 avec son premier recueil Poésies (Poezje).
En 1893, il épousa Jadwiga Gąsowska, dont il a eu deux filles Anna et Janina, mais celle-ci le quitta et abandonna ses enfants pour l’écrivain Stanisław Przybyszewski que Kasprowicz fit venir à Lwów pour l'aider financièrement. Il lui prêta de l'argent et organisa pour lui une conférence sur Chopin. Kasprowicz ne put retrouver l'équilibre pendant longtemps et a éleva ses filles avec l'aide de ses beaux-parents.
Il travailla comme journaliste et critique littéraire et de théâtre participant pendant deux ans à la ligne éditoriale du journal le Courrier polonais (Kurier Polski), puis quatre ans (1902-1906) dans le journal Słowo Polskie. Dans le même temps, Kasprowicz écrivit et publia ses propres poèmes qui reçurent l’acclamation de la critique. 

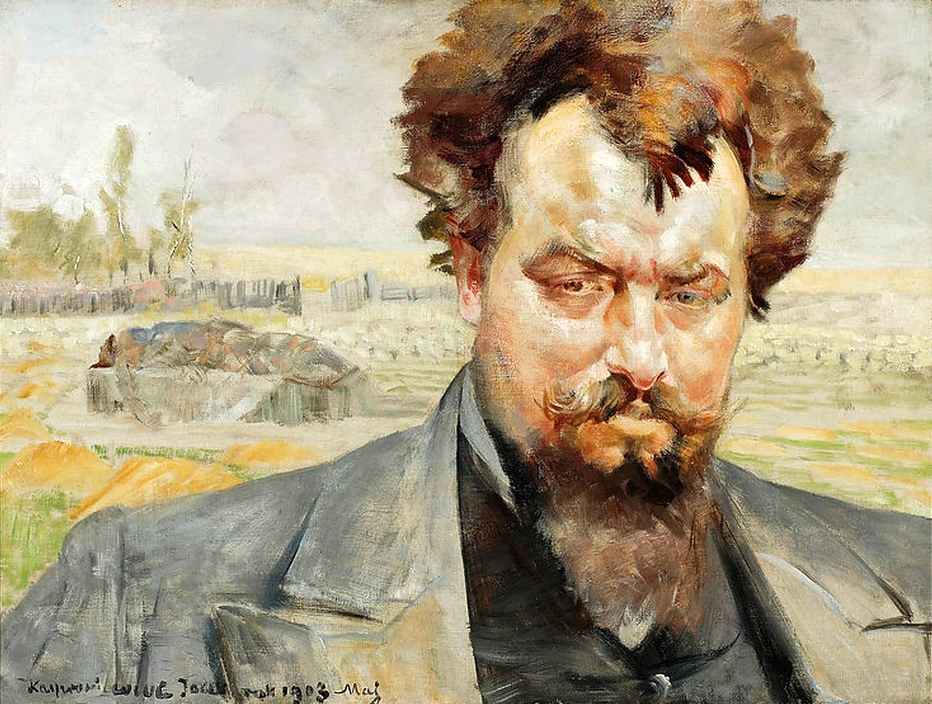
Jan Kasprowicz par Jacek Malczewski, 1903

En 1904, il reçut le titre de docteur de l'Université Jan Kazimierz de Lwów pour ces travaux sur le lyrisme de Teofil Lenartowicz (Liryka Teofila Lenartowicza). En 1909, il prit la direction du département de littérature comparée, créé à son initiative.
Kasprowicz était renommé pour être un titan de travail, à la force inépuisable. Stanisław Lem écrivit à son sujet : « Il avait dans son comportement l'originalité d'un bohémien, la verve d'un journaliste, qui, en quelque temps, lui a permis de gagner l'argent dont il a eu besoin, lui a donné la bonne humeur d'un ami et même le sérieux professoral ».
Kasprowicz maîtrisait le latin et le grec ancien aussi bien que l'allemand, le français et la langue anglaise. Ces nombreuses traductions en polonais de textes littéraires connurent de vives reconnaissances de la part des critiques. On peut citer les traductions suivantes :
- Grec (Eschyle, Euripide)
- Anglais (Shakespeare, Marlowe, Lord Byron, Shelley, Keats, Tagore, Swinburne, Wilde, et bien d’autres)
- Allemand (Goethe, Schiller)
- Français (Vauvenargues, Bertrand, Rimbaud, Maeterlinck)
- Italien (d'Annunzio)
- Norvégien (Ibsen)
- Néerlandais (Heijermans)

En 1911, il se maria pour la troisième fois avec Maria Bounin, une jeune femme de dix-neuf ans (fille d'un général russe) qu’il rencontra dans un train entre Rome et Naples durant une tournée artistique, et avec qui il connut enfin un bonheur conjugal.
Pendant la Première guerre mondiale et la période de la reconquête de l'indépendance, Kasprowicz s'engagea avec Żeromski dans des actions contre des militants des États centraux. En 1920, lors d'un plébiscite à Warmie et Mazurie, il milita pour l'attachement de ces territoires à la Pologne.
Il fut recteur de l’Université de Lwów 1921-22.

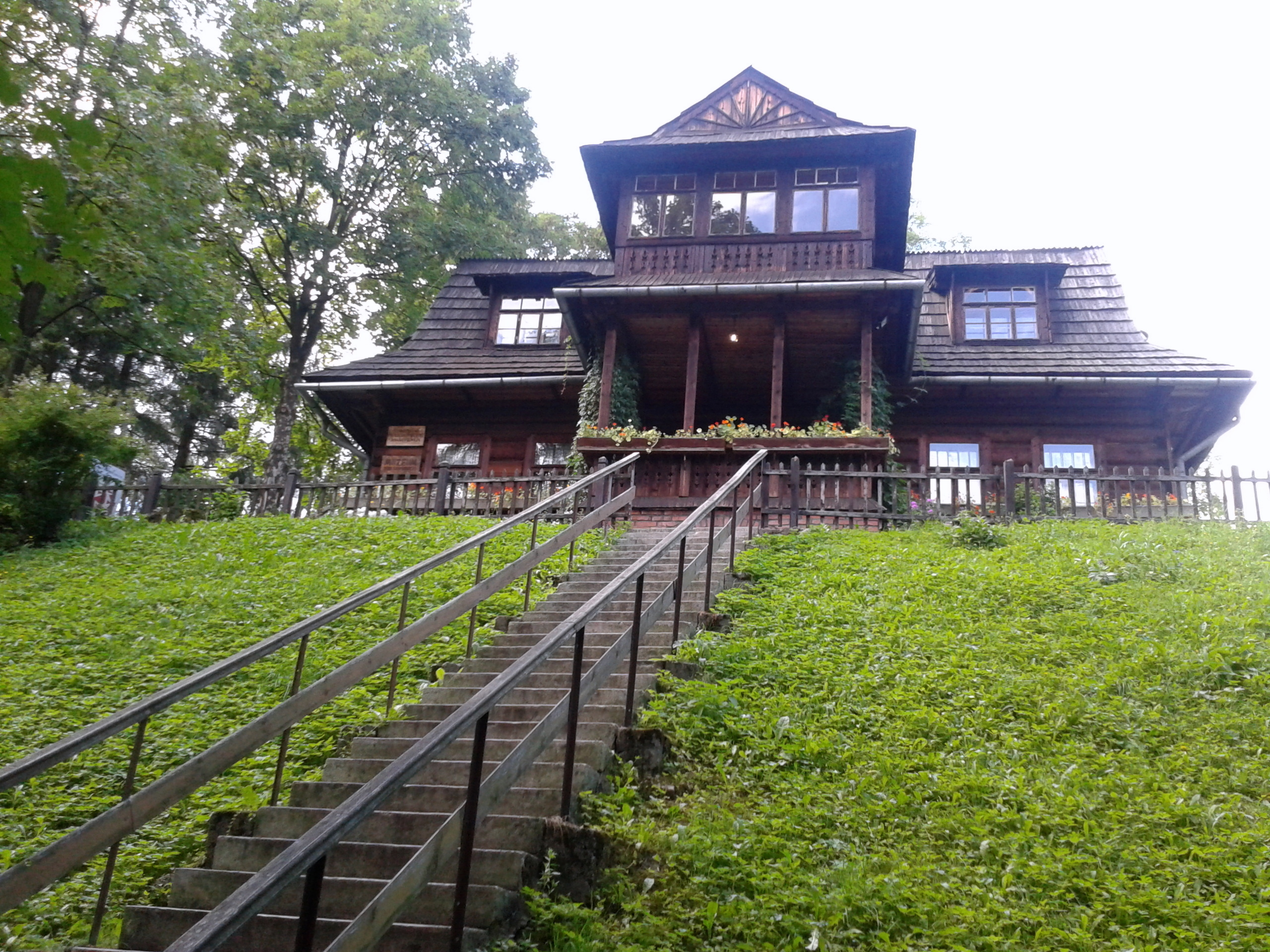
Harenda, aujourd'hui musée Jan Kasprowicz

Dans les vingt dernières années de sa vie, Kasprowicz se rendait de plus en plus régulièrement dans les monts Tatras. A partir de 1923, il séjourna en permanence dans sa villa Harenda située entre Poronin et Zakopane où il mourut le 1er août 1926.
Après sa mort, la villa Harenda fut transformé en son musée. 

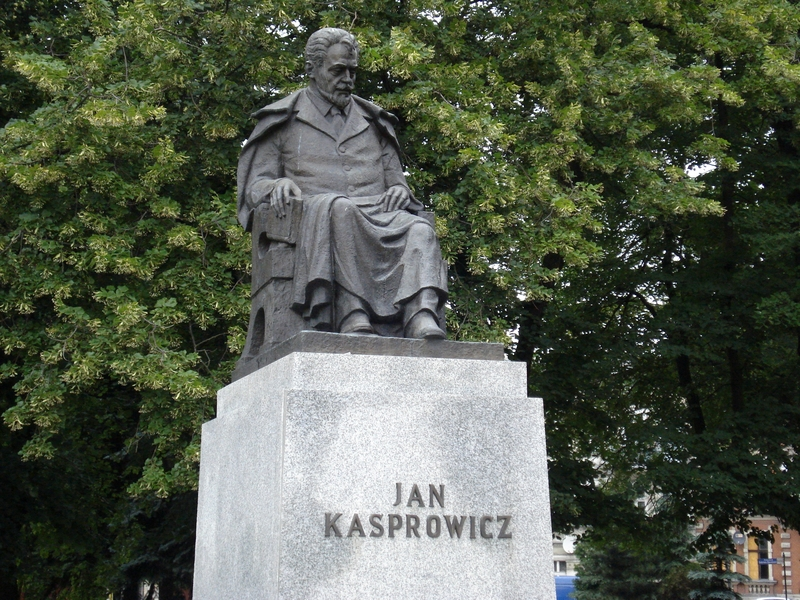
Monument à Jan Kasprowicz à Inowrocław, sa ville natale.